# Блэкетт (лунный кратер)
Кратер Блэкетт (лат. Blackett) — крупный ударный кратер на обратной стороне Луны. Название дано в честь английского физика, лауреата Нобелевской премии по физике, Патрика Мейнарда Стюарта Блэкетта (1897—1974) и утверждено Международным астрономическим союзом в 1979 г. Образование кратера относится к донектарскому периоду. 

## Описание кратера

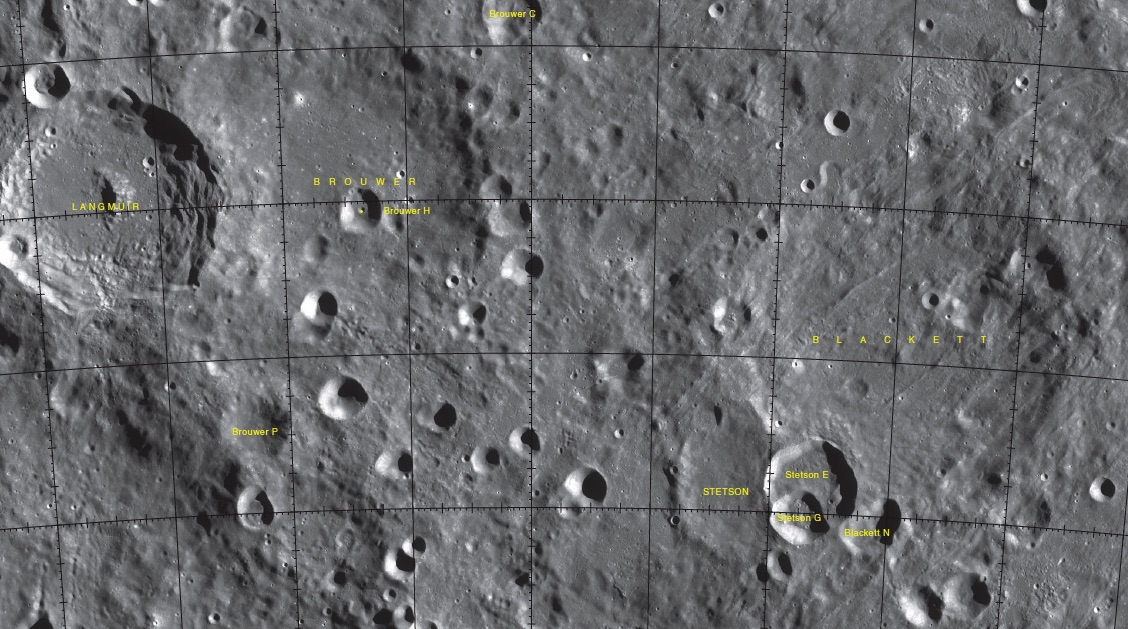
Фрагмент карты LAC-122.

Ближайшими соседями кратера являются кратер Брауэр на северо-западе; кратер Чант на юго-востоке и кратер Стетсон, примыкающий к нему на юго-западе. В 800 км на северо-западе от кратера располагается Море Восточное, образование которого оставило следы в районе кратера в виде борозд идущих с северо-запада. Селенографические координаты центра кратера 37°33′ ю. ш. 115°50′ з. д. / 37,55° ю. ш. 115,84° з. д., диаметр 145,3 км, глубина 2,96 км. 
Кратер значительно разрушен, большая часть кратера, особенно его западная часть, переформирована породами выброшенными при импакте образовавшем Море Восточное, сравнительно ровной осталась лишь юго-западная часть чаши кратера. Южная часть вала перекрыта несколькими небольшими кратерами, западная и северо-западная части вала перекрыты мелкими кратерами. Высота вала над окружающей местностью составляет 1700 м, объем кратера приблизительно 22000 км³.

## Сателлитные кратеры

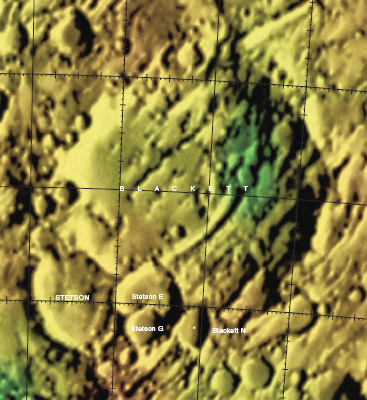
Фрагмент карты LAC-122.

| Блэкетт | Координаты                                              | Диаметр, км |
| ------- | ------------------------------------------------------- | ----------- |
| N       | 40°05′ ю. ш. 116°13′ з. д. / 40,09° ю. ш. 116,21° з. д. | 26,1        |